# Kembawacela kitchingi
Kembawacela kitchingi è un terapside estinto, appartenente ai dicinodonti. Visse nel Permiano superiore (circa 259 - 254 milioni di anni fa) e i suoi resti fossili sono stati ritrovati in Zambia.

## Descrizione
Questo animale, di piccole dimensioni, non doveva superare il mezzo metro di lunghezza. Possedeva un corpo allungato, relativamente appiattito, e quattro brevi arti robusti. La testa era appiattita e a forma di cuneo, con una parte posteriore molto larga e un muso stretto e robusto. A differenza di altri animali simili come Sauroscaptor, Kembawacela era fornito di due zanne caniniformi nella mascella superiore. Altre caratteristiche distintive riguardano la presenza di un forame pineale in posizione insolita, posto al termine posteriore della volta cranica (questa caratteristica era condivisa con Sauroscaptor), un interparietale con un paio di processi anteriori che si estendevano sulla superficie dorsale del cranio andando ad affiancare il forame pineale, una cresta nucale non divisa e un foro sulla superficie ventrale della placca vomerina. 

## Classificazione
Kembawacela era un membro dei cistecefalidi, un gruppo di dicinodonti molto specializzati e dalle abitudini fossorie. Secondo le analisi filogenetiche, Kembawacela era un cistecefalide basale, più arcaico rispetto allo stesso Cistecephalus e a Kawingasaurus; è probabile che la forma più affine a Kembawacela fosse il già citato Sauroscaptor dell'India. 
Kembawacela kitchingi venne descritto per la prima volta nel 2019, sulla base di molteplici resti fossili ritrovati alcuni anni prima nel bacino di Luangwa in Zambia, in terreni risalenti al Permiano superiore. 

## Paleoecologia
Come gli altri cistecefalidi, Kembawacela doveva essere un animale dalle abitudini fossorie, che forse costruiva tane ipogee e si nutriva di piccoli animali o di piante.